# Gadzarts

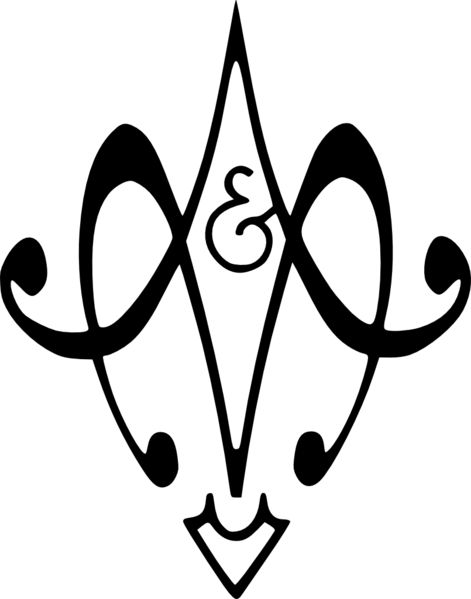
Logo Tradicional de A&M

Gadz'Arts o Gadzarts es el nombre dado a los estudiantes y alumnos de los Arts et Métiers ParisTech (ENSAM)- una prestigiosa universidad francesa especializada en la ingeniería. Su nombre viene de la contracción de Gars des Arts (chicos de artes) dado que la escuela es conocida habitualmente como "Artes y Oficios" a secas.
Desde sus inicios, los alumnos de esta centenaria institución se han ido desarrollando a través de un sistema de apadrinamiento de los nuevos alumnos por parte de los miembros mayores  y perpetuando una serie de tradiciones como el uso de uniforme, de un argot propio al que llaman Argad'z y toda una serie de símbolos, canciones, folklore y ceremonias propias.
Este corporativismo si bien no es del todo infrecuente en otras Escuelas Nacionales francesas es especialmente marcado en la ENSAM cuya asociación de antiguos alumnos presenta una de las tasas de participación más elevadas del país con 30000 miembros.